# Cratere Shapley
Shapley è un cratere lunare di 24,82 km situato nella parte nord-orientale della faccia visibile della Luna.